# 파리매상과
파리매상과는 파리목 단각아목의 한 상과이다.